# Skäggsnäcka
Skäggsnäcka (Trichia hispida) är en snäckart som först beskrevs av Carl von Linné 1758.  I den svenska databasen Dyntaxa används istället namnet Trochulus hispidus. Enligt Catalogue of Life ingår Skäggsnäcka i släktet Trichia och familjen hedsnäckor, men enligt Dyntaxa är tillhörigheten istället släktet Trochulus och familjen hedsnäckor. IUCN kategoriserar arten globalt som livskraftig. Arten är reproducerande i Sverige. Inga underarter finns listade i Catalogue of Life.

## Bildgalleri

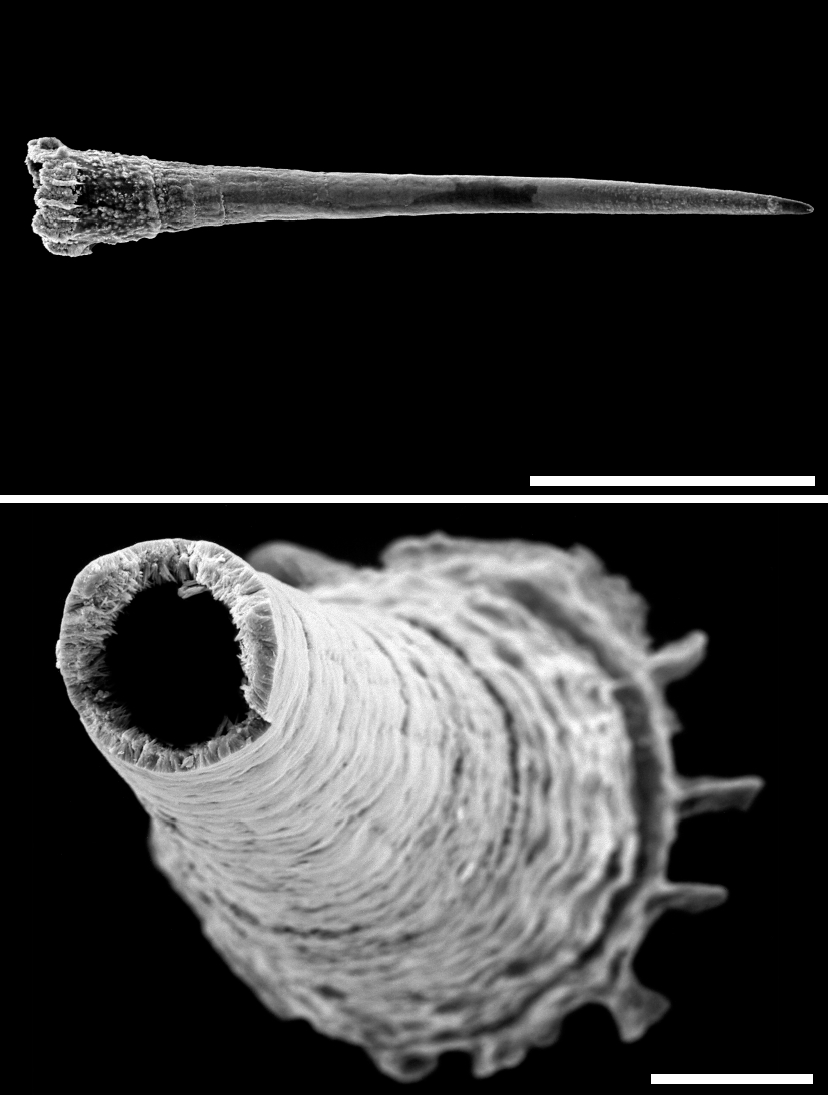